# Nước dưới đất

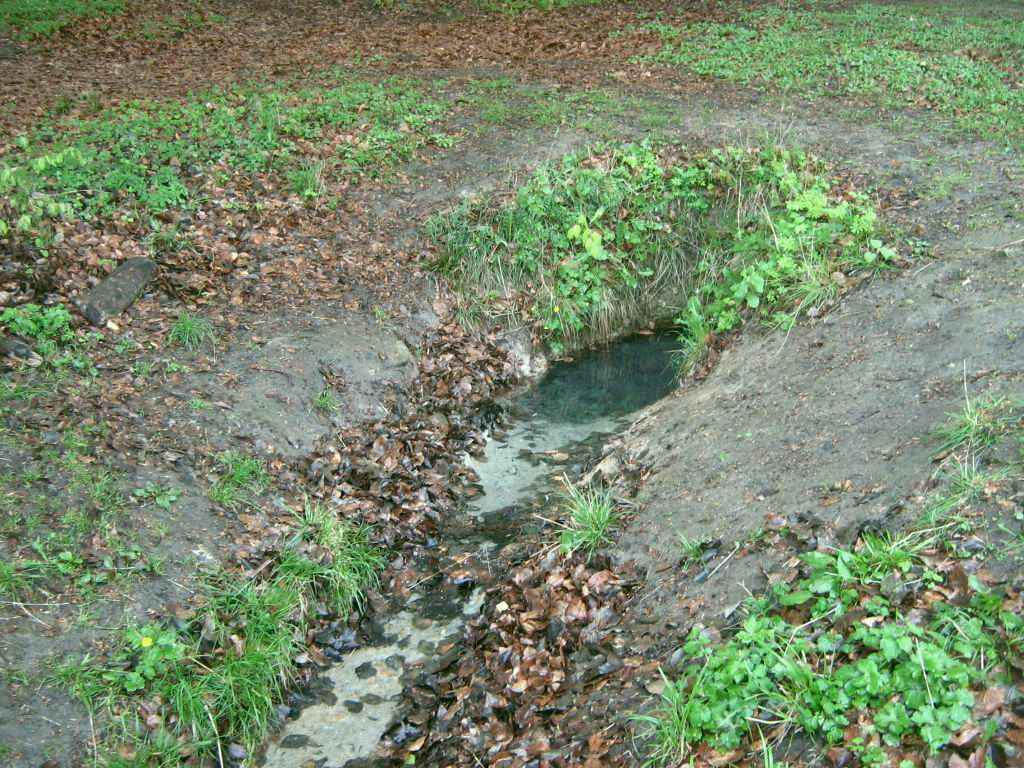
Nước dưới đất xuất lộ ở nguồn suối

Nước dưới đất hay đôi khi còn được gọi là nước ngầm, là thuật ngữ chỉ loại nước nằm bên dưới bề mặt đất trong các không gian rỗng của đất và trong các khe nứt của các thành tạo đá, và các không gian rỗng này có sự liên thông với nhau.
Một thành tạo đá hoặc các dạng tích tụ vật liệu không cố kết được gọi là tầng chứa khi nó chứa và có thể cung cấp một lượng nước có thể sử dụng được. Độ sâu của không gian có mặt khe nứt hoặc lỗ rỗng trong đá, mà ở đó bắt đầu bão hòa nước hoàn toàn thì được gọi là mực nước ngầm. Nước dưới đất được bổ cấp từ, và chảy từ bề mặt đất tự nhiên xuống. Nơi xuất lộ tự nhiên của nước thường là tại các sông suối. Nếu sông suối này chảy vào vùng bị đóng kín thì tạo ra các vùng đất ngập nước, và tại vùng sa mạc thì có thể hình thành các ốc đảo. Nước dưới đất thường được khai thác phục vụ cho nông nghiệp, đô thị, và công nghiệp qua các giếng khai thác nước. Ngành nghiên cứu sự phân bố và vận động của nước dưới đất được gọi là địa chất thủy văn.

## Hiện tượng thấm
Sự vận động của chất lỏng trong môi trường lỗ hổng hoặc khe nứt gọi là thấm. Đặc điểm của môi trường lỗ hổng là sự có mặt các lỗ hổng với kích thước và hình dạng rất khác nhau trong thể tích của môi trường.

## Vòng tuần hoàn nước
Nước dưới đất là một thành phần quan trọng trong vòng tuần hoàn nước cùng với các yếu tố thủy văn khác.

Thời biểu tương đối của nước ngầm vận động.

## Hình thành - phân loại theo điều kiện nguồn gốc
Phần lớn nước dưới đất hình thành theo một nhánh trong vòng tuần hoàn nước cùng với các yếu tố thủy văn khác. Có bốn con đường hình thành nước dưới đất.
1. Nguồn gốc khí quyển: Do nước mưa, nước mặt trong sông hồ, đầm lầy,... ngấm xuống (Recharge Area) các tầng đất đá bên dưới (Aquifer) khi những tầng này có đới độ rỗng cao. Phần lớn nước dưới đất thuộc dạng này.
2. Nguồn gốc trầm tích trầm tích, khi lắng đọng thì ở dạng bùn ướt. Quá trình trầm tích tiếp theo tạo ra lớp đè lên trên, gây nén kết đá và nước bị tách ra thành vỉa. Các vỉa nước dưới đáy mỏ dầu khí thuộc dạng này.
3. Nguồn gốc magma (Nguyên sinh): Do magma nguội đi thì quá trình kết tinh xảy ra, lượng dư hydro và oxy nếu có sẽ tách ra, rồi kết hợp thành nước. Đây là quá trình chính thời viễn cổ khi Trái Đất từ dạng khối vật chất nóng chảy nguội dần, nước tách ra từ magma tạo ra khí hơi nước, mây rồi tích tụ tạo ra các đại dương cổ. Nguồn nước từ magma đã giảm nhiều, do vỏ rắn Trái Đất hiện dày hơn, và hydro là nguyên tố nhẹ nên ít nằm lại trong lòng Trái Đất.
4. Nguồn gốc biến chất (Thứ sinh): Các hoạt động xâm nhập làm nóng đất đá, gây biến chất các lớp trầm tích bên trên, dẫn đến thải nước từ trầm tích. Về chi tiết thì có hai hiện tượng:
- Nước tự do, tức là phân tử H2O tự do nằm trong đất đá và có thể di chuyển hay khai thác được, do nhiệt độ cao nên tách ra khỏi tầng đá.
- Nước liên kết, là nước trong các phân tử ngậm nước của đất đá. Bình thường thì nước này không tự do di chuyển và không khai thác được. Quá trình biến chất chuyển đổi khoáng vật của đất đá sang dạng khác "đặc" hơn và thải nước liên kết ra.

Thời gian từ lúc khối nước tách ra khỏi nguồn cho đến ngày nay, gọi là "tuổi" của nước dưới đất. Tại Hà Nội thì tuổi của nước phun ra ở giếng chân đê sông Hồng mùa lũ có thể chỉ là vài ngày, nhưng nước khai thác ở tầng sâu 150 m ở Nhà máy nước Cáo Đỉnh thì có tuổi cỡ triệu năm, từ tầng Đệ tứ Q1.

## Khai thác
Ở Việt Nam việc khai thác nước ngầm có các hình thức: giếng đào, giếng khoan,... tại các nhà máy nước hay tại hộ dân cư.
Khi khai thác nước từ tầng đất cổ thì lượng ion sắt Fe2+ khá cao, nên phải bố trí hệ thống khử và lọc lắng, cũng như định kỳ phải xả bùn sắt tích tụ.
Trước đây nhiều đô thị, chẳng hạn như Hà Nội, Thành phố Hồ Chí Minh,... nguồn cung cấp nước từ nước ngầm chiếm phần lớn. Tuy nhiên sự rút bớt nước trong đất đá bên dưới mà không có nguồn bù đắp kịp, đã dẫn đến hạ thấp độ cao mặt đất, nói đơn giản là sụt đất. Vì thế quá trình chuyển sang dùng nước sông (hay nước mặt) đang diễn ra. Nước cấp cho Hà Nội hiện nổi tiếng với "đường ống dẫn nước sông Đà", và sự kiện vỡ đường ống nước luôn được mọi người quan tâm.

## Ô nhiễm nước dưới đất
Nước dưới đất thường được coi là sạch, không bị ô nhiễm. Tuy nhiên nếu không để ý đến bảo vệ nguồn nước thì sẽ dẫn đến ô nhiễm, không sử dụng được nữa.
Tại vùng đồi núi, nơi có độ chênh cao dẫn đến nước mưa thấm qua các tầng đất đá và có tạo được dòng thấm hay chảy ngầm, thì sự luân chuyển nước đảm bảo được nước dưới đất là sạch cho các khai thác nhỏ của hộ gia đình hay cụm dân cư.
Tại vùng đồng bằng thì sau hàng chục năm du nhập lối sống công nghiệp, chất thải ở các bể phốt của nhà vệ sinh ngấm ra các tầng nước đã dẫn đến ô nhiễm nặng amoni đến độ sâu 20 m, làm cho nước từ giếng đào hay khoan nông không còn sạch nữa. Theo đánh giá năm 2011 của Trung tâm Quan trắc và dự báo tài nguyên nước, Bộ TN&MT, dựa trên quan trắc ở khu vực đồng bằng Bắc Bộ, Nam Bộ và Tây Nguyên, cho thấy "mực nước ngầm đang sụt giảm mạnh, chất lượng nước ở nhiều nơi không đạt tiêu chuẩn" và "7/7 mẫu đều có hàm lượng amoni cao", có nơi "hàm lượng amoni lên đến 23,30mg/l, gấp 233 lần tiêu chuẩn cho phép".. Các làng nghề hiện đang bị ô nhiễm cả nước mặt và nước ngầm, dẫn đến phải cấp nước từ nguồn xa y như tại các thành phố.
Nguy cơ ô nhiễm và cạn kiệt nguồn nước tại các vùng ven biển và hải đảo hiện tại không được quan tâm đúng mức. Tại vùng này, đặc biệt là các đảo Trường Sa, Song Tử Tây,... thì nguồn nước ngầm có được là do nước mưa ngấm xuống cát tích tụ lại thành ổ, qua hàng chục ngàn năm mà có được ổ lớn. Ở đâu đó rìa biển là ranh giới nước ngầm ngọt với nước mặn của biển, nếu khai thác mà không bổ sung bằng nước mưa thì ranh giới với nước mặn sẽ tiến dần vào đảo và nước ngọt có thể hết. Nguy cơ này do con người gây ra, hiện có hai dạng:
- Không quan tâm đến cách giữ nước mưa để nước ngấm xuống cát. Các sân xi măng rộng lớn và đúc liền thuận tiện cho sinh hoạt, nhưng không có khe để nước thấm. Quanh đảo không có gờ giữ nước mưa.
- Không bố trí các nhà vệ sinh phù hợp để chất thải từ đó gây ô nhiễm nước ngầm.

Xử lý ô nhiễm nước dưới đất hiện còn là việc bất khả thi, vì thế việc bảo vệ trước là hành vi khôn ngoan cần có.

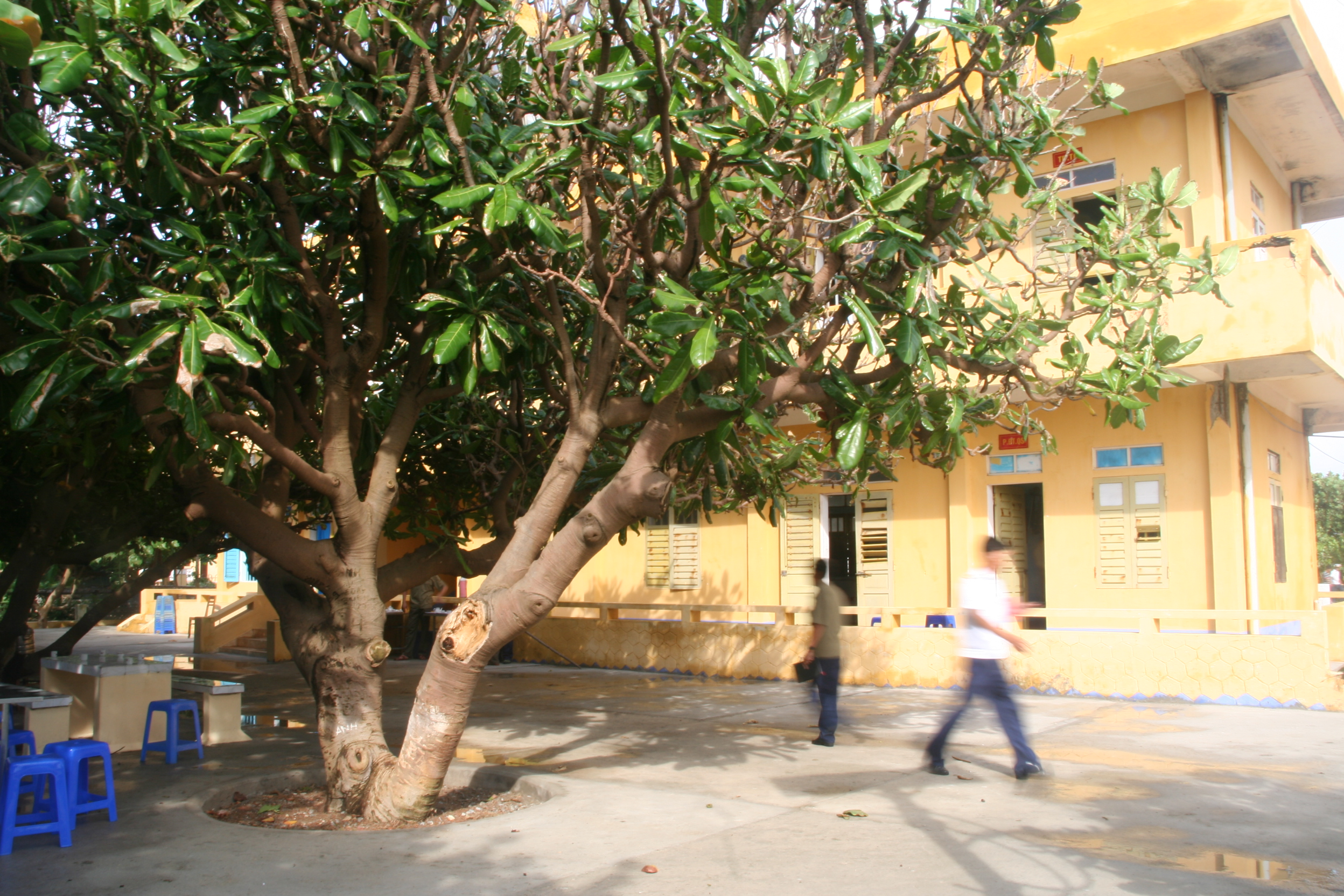
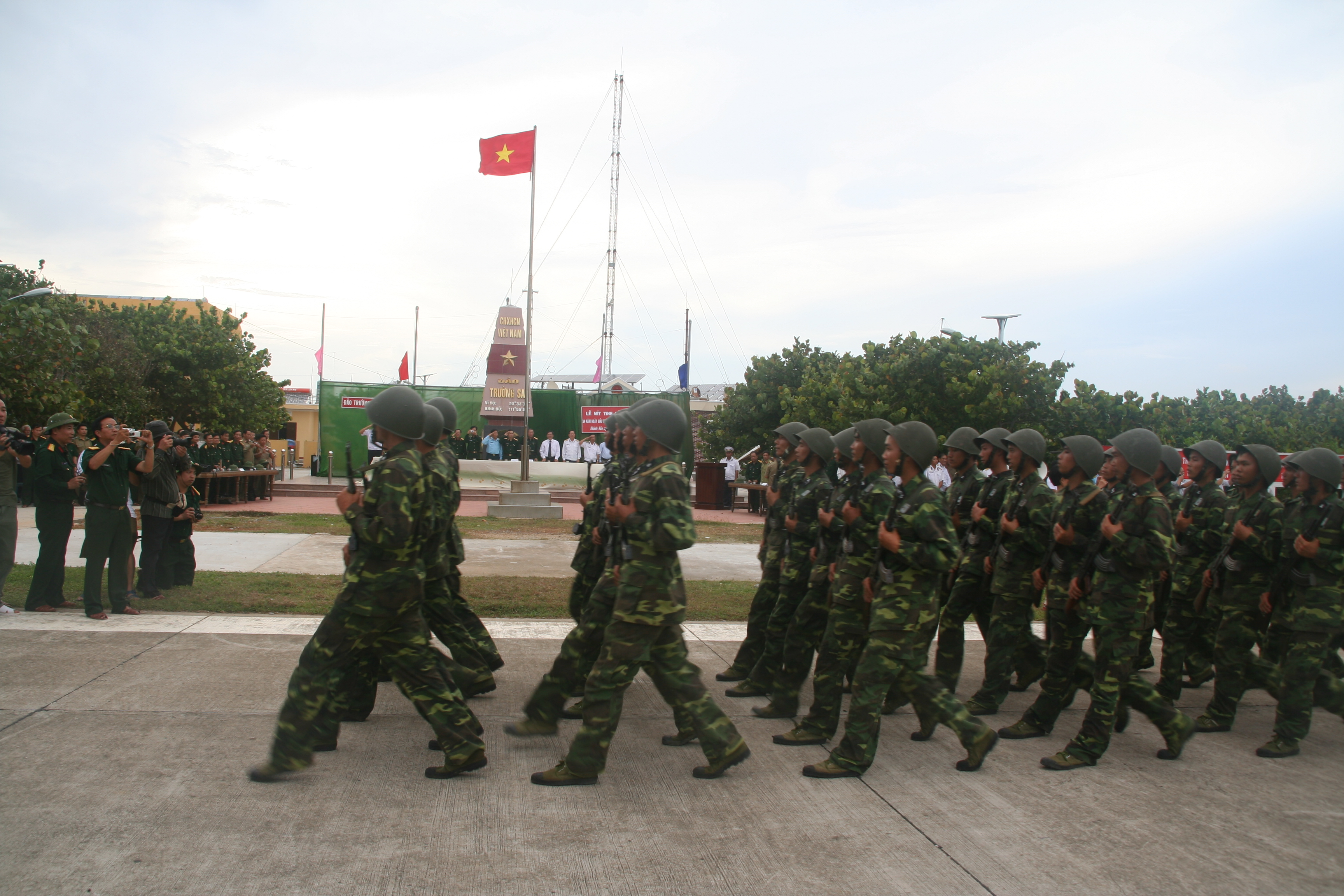
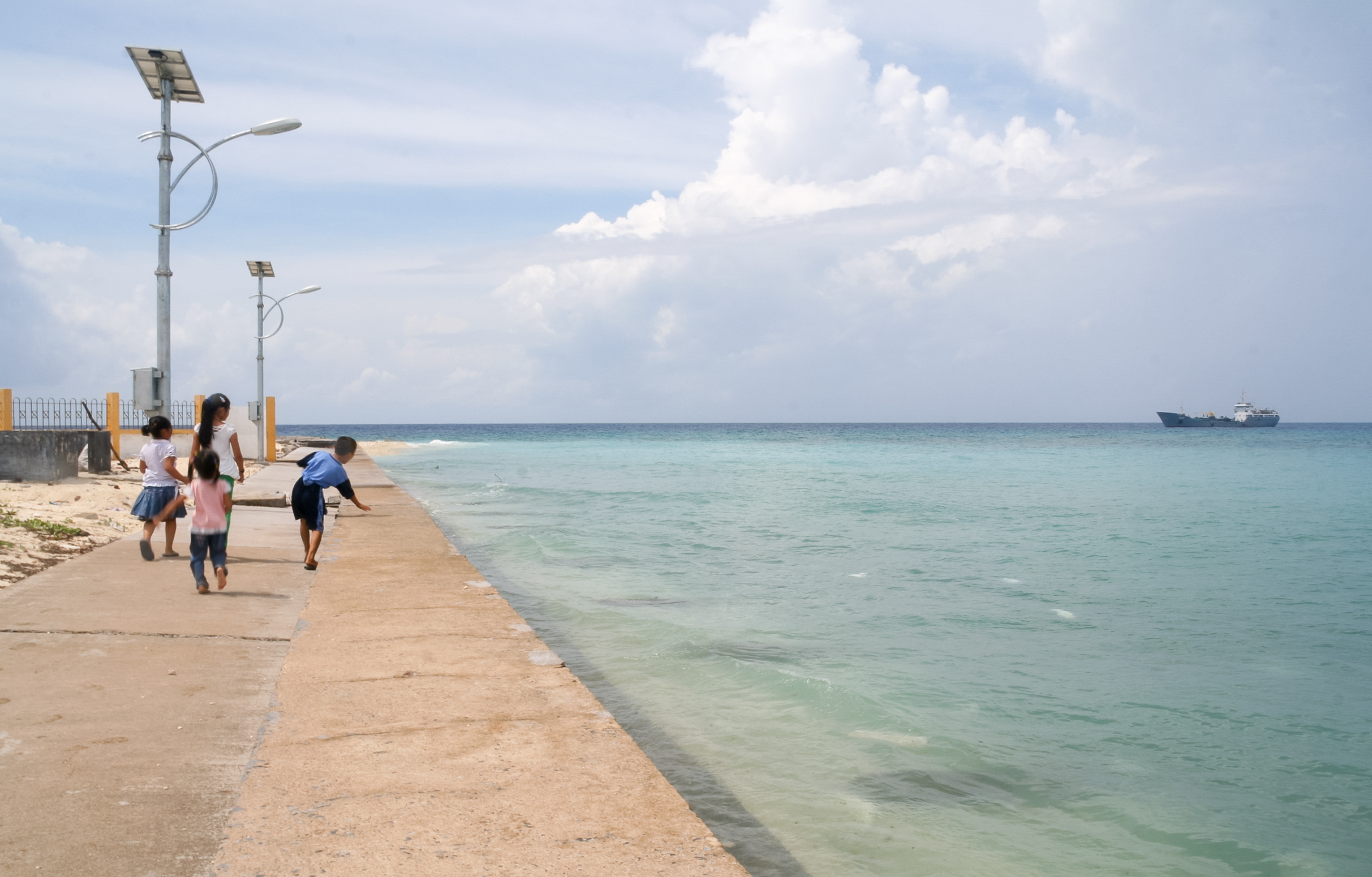

Phủ beton ở đảo Trường Sa Lớn, làm nước mưa không ngấm xuống cát, sẽ dẫn đến cạn kiệt nước ngầm